# Iglesia de la Natividad de Nuestra Señora (Alcalalí)

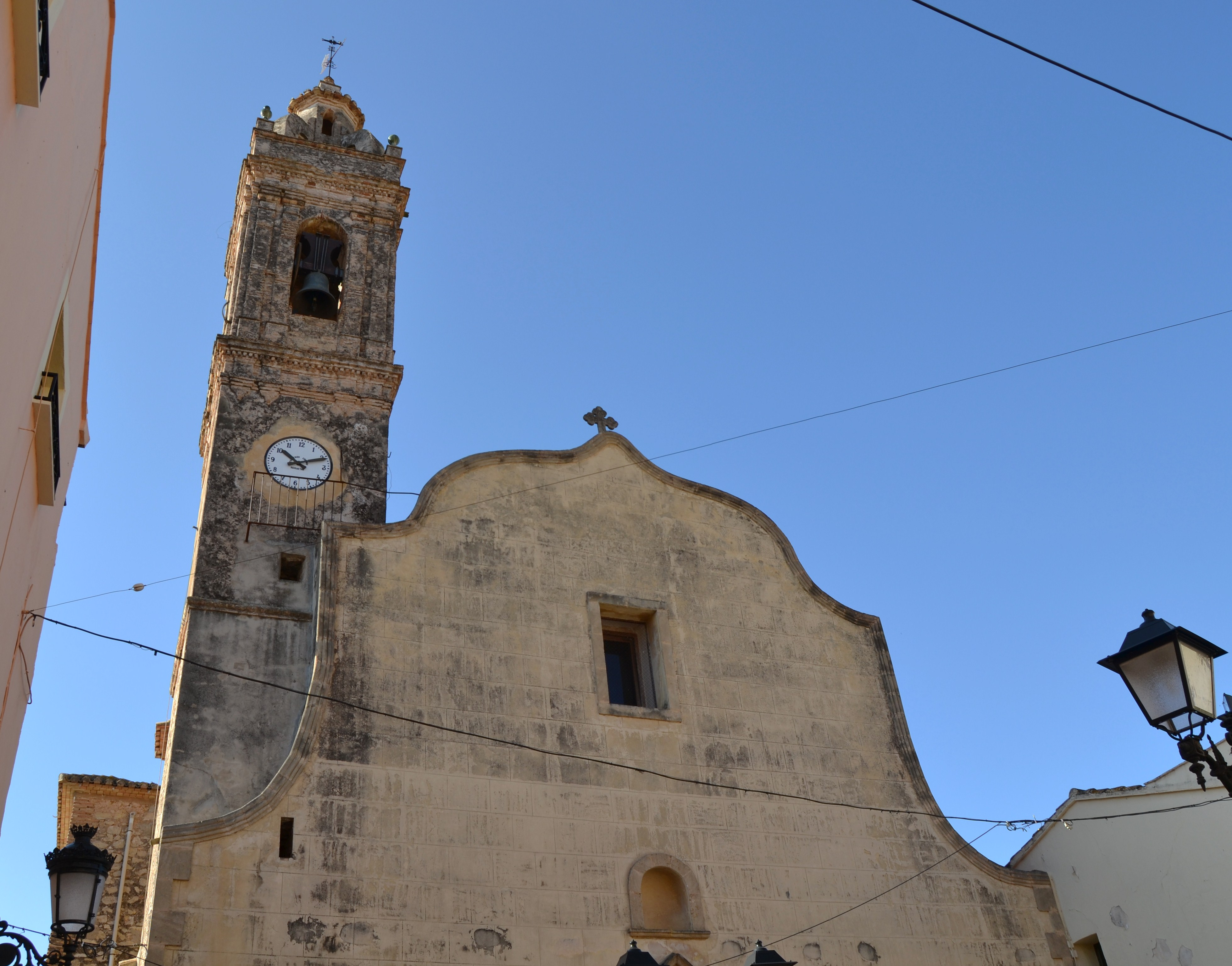
Vista frontal

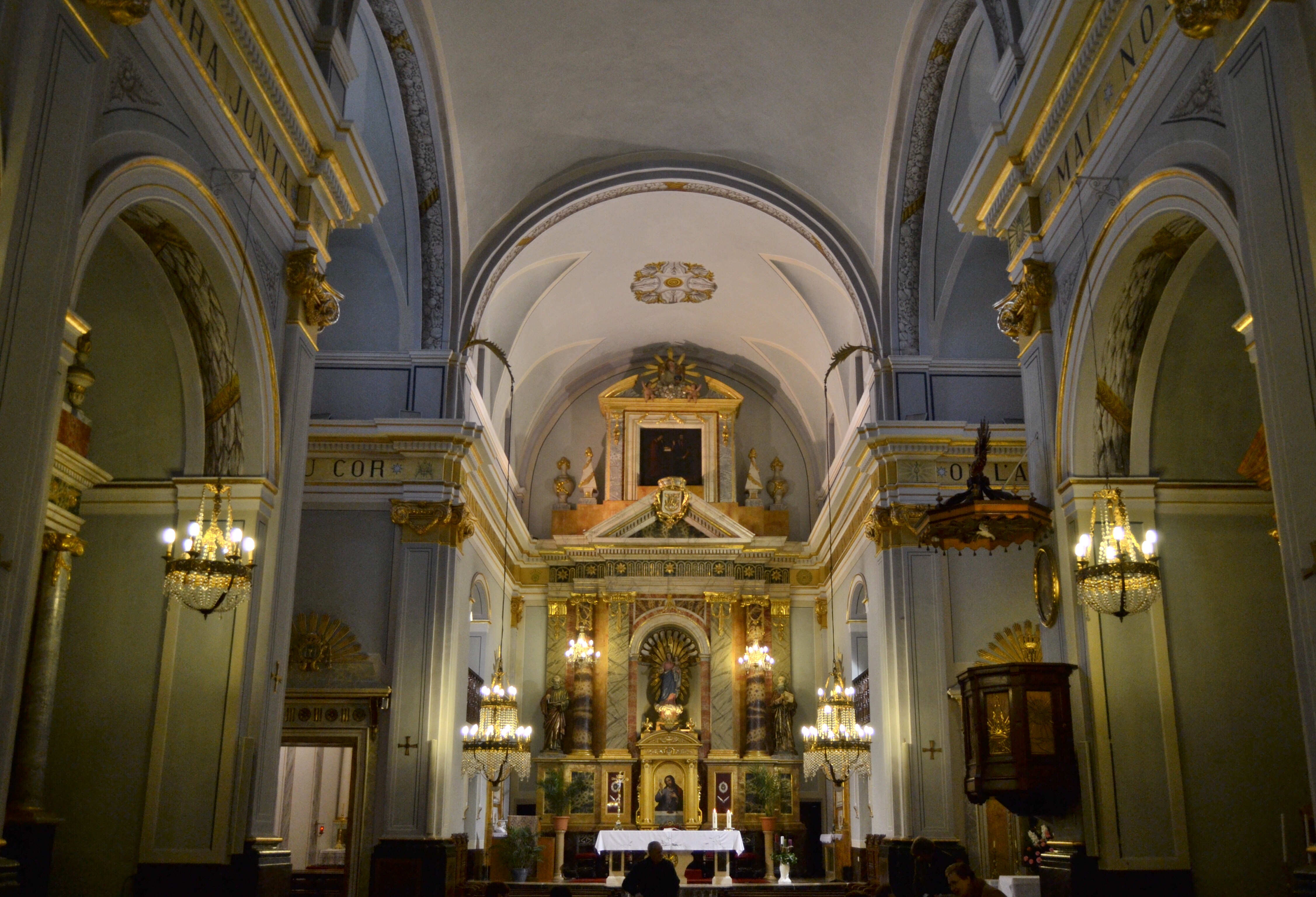
Interior

La iglesia de la Natividad de Nuestra Señora en Alcalalí (Provincia de Alicante, España) es un templo de traza neoclásica construido en el siglo XVIII. Se encuentra en la plaza del ayuntamiento y su fachada fue rehabilitada en el año 1988.
La iglesia cuenta con una planta de cruz latina y con dos tramos de capillas laterales entre los contrafuertes. El coro se sitúa en el imafronte.
La ornamentación interior está realizada con motivos neoclásicos pintados en oros y azules.
En el exterior, la fachada se remata con una cornisa avitolada, acabándose con revoco simulando sillares.
La torre de planta cuadrada y con tres cuerpos, se sitúa en un lateral del templo.